# 蒙提娜·高斯
蒙提娜·高斯（Montana Cox；1993年9月2日—），澳洲模特兒。她是
澳洲超級模特兒新秀大賽第七季的冠軍。她上過Harper's Bazaar Australia、Vogue Australia雜誌封面或內頁，也有參與Christian Dior、Chanel、Lanvin等著名時裝及奢侈品的時裝展。

## 简介
蒙提娜出生于澳洲墨爾本，她17岁时参加澳洲超級模特兒新秀大賽第七季，她成為冠軍，她和Chic Model Management签约了，并且开始了她的模特生涯。
蒙提娜在2012年秋季米蘭時裝週上首次亮相國際，走了Bottega Veneta、Aquilano.Rimondi、Emilio Pucci、Etro和Jo No Fui。在2012年秋季巴黎時裝週2012年秋季，她走了11個時裝秀，其中包括Anderw Gn、Cacharel、Carven、Chanel、Christian Dior、Kenzo、Lanvin、Mugler、Sacai和當了Felipe Oliveira Baptista、Vanessa Bruno的閉場模特兒。
2012年5月，蒙提娜在凡尔赛宫走了Chanel Cruise 2013年時裝秀和Oscar de la Renta Resort 2013時裝秀。
2012年7月，蒙提娜登上Vogue Australia的7月的一個內頁和為Lanvin拍攝Resort 2013的Lookbook。
2014年2月，蒙提娜在巴黎时装周上为Givency秋季新装走秀。

## 比賽經歷
蒙提娜在比賽中五次首名入圍。
| 集數 | 拍攝題材                                     | 入圍名次 | 附註     |
| 2    | 法國莊園時裝                                 | 10/20    |          |
| 3    | 潑水泳裝                                     | 2/16     |          |
| 4    | Lady Gaga的冒充棺材                          | 7/15     |          |
| 5    | 星期天雜誌                                   | 1/14     | 首名入圍 |
| 6    | Blackmores廣告                               | 1/12     | 首名入圍 |
| 7    | 袋鼠島的部落服裝                             | 5/10     |          |
| 8    | 火車上的大亨小傳                             | 5/9      |          |
| 9    | 與男模特兒覆蓋在粉紅色的彩繪                 | 2/7      |          |
| 10   | 復古內衣                                     | 1/6      | 首名入圍 |
| 11   | 鸚鵡島的時裝                                 | 1/4      | 首名入圍 |
| 12-1 | 在沙漠中穿著高級時裝                         | 1/3      | 首名入圍 |
| 12-2 | 在鋁巴斯塔基亞的街道的高級時裝內頁           | 1/3      | 首名入圍 |
| 13   | 冠亞軍走秀/拍攝Harper's Bazaar Australia封面 | 1/2      | 冠軍     |

## 外部連結
- Models.com Profile （页面存档备份，存于）
- Style.com Photos （页面存档备份，存于）

| 前任： Amanda Ware | 澳洲超級模特兒新秀大賽 第七季 | 繼任： TBA |